# Nawrót choroby
Nawrót choroby – ponowne wystąpienie objawów choroby po okresie poprawy. W medycynie znanych jest szereg takich chorób, które po pierwszym zachorowaniu ustępują, jednak czynnik etiologiczny choroby pozostał, co prowadzi do powtórnego wystąpienia choroby i powrotu objawów. Nawrót choroby nie jest równoznaczny z nieuleczalnością choroby. Pojęcie to dotyczy między innymi chorób nowotworowych, chorób reumatycznych, chorób autoimmunologicznych, zaburzeń psychicznych i niektórych chorób zakaźnych.

Przeczytaj ostrzeżenie dotyczące informacji medycznych i pokrewnych zamieszczonych w Wikipedii.